# Dąbrowa Górnicza (stacja kolejowa)
Dąbrowa Górnicza – stacja kolejowa w Dąbrowie Górniczej, w województwie śląskim, w Polsce. Stacja znajduje się w centrum miasta, przy ul. Kolejowej 3, w bliskiej odległości od ważnych punktów miasta: Pałac Kultury Zagłębia (550 m), Centrum Handlowe Pogoria (600 m), Fabryka Pełna Życia (400 m). Powstała w XIX w. jako przelotowa stacja Kolei Warszawsko-Wiedeńskiej. Stanowi główną stację miasta udostępniającą bezpośrednie połączenia kolejowe do Warszawy, Białegostoku, Częstochowy czy Bielska Białej. Odjeżdżają z niej pociągi prawie wszystkich kategorii, w tym Twoich Linii Kolejowych, PKP Intercity, Express InterCity oraz pociągi regionalne Kolei Śląskich. Jest ważnym węzłem komunikacyjnym, łączącym Dąbrowę Górniczą z innymi miastami Konurbacji górnośląskiej i Metropolii. 

## Infrastruktura

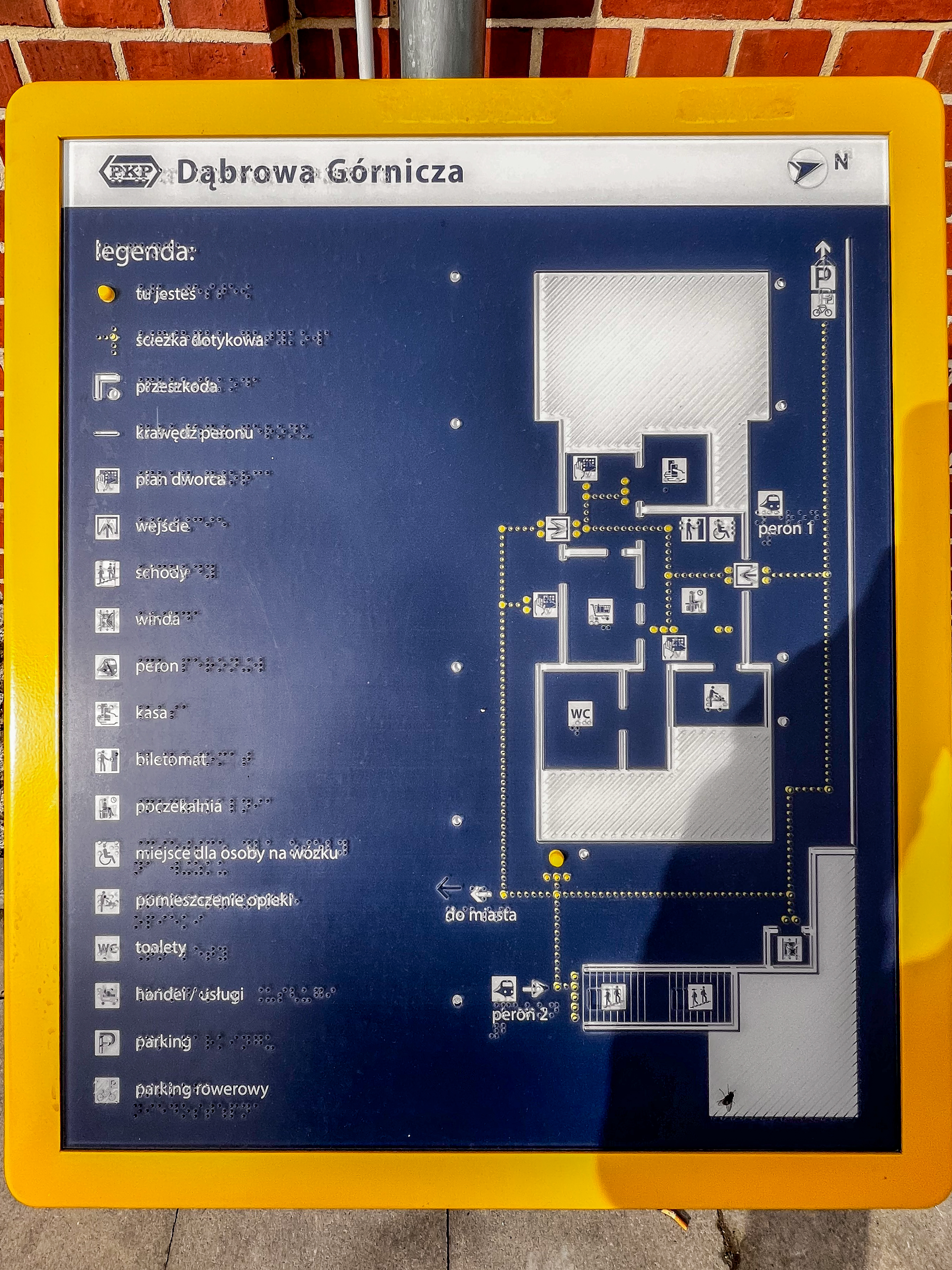
Schemat stacji

Budynek dworca, pochodzący z 1888 roku, został gruntownie zmodernizowany w ramach prac zakończonych w 2023 roku, zakres których obejmował nowe fundamenty, stropy oraz więźbę dachową. Budynek zyskał nowoczesne wnętrza, w tym klimatyzowany hol, kasy biletowe, poczekalnię, toalety oraz przestrzeń dla opiekuna z dzieckiem. Na dworcu znajduje się również Dąbrowski Inkubator Przedsiębiorczości.
Stacja posiada dwa perony, które są dostosowane do obsługi osób niepełnosprawnych: windy oraz podjazdy dla wózków inwalidzkich. Perony są wyposażone w wiaty, ławki oraz elektroniczne tablice informacyjne. Perony połączone są przejściem podziemnym łączącym je z budynkiem dworca. Przejście jednocześnie spina obie strony torowiska, łącząc infrastrukturę leżącą po obu jej stronach. Wokół dworca w 2023 powstało centrum przesiadkowe oraz parkingi zapewniające 375 miejsc postojowych po obu stronach będące częścią infrastruktury Park and Ride. Przy dworcu znajdują się wiaty dla rowerów (20 zadaszonych miejsc) oraz stojaki (30 niezadaszonych miejsc). W pobliżu znajduje się stacja Metroroweru, a w całym mieście jest ich kilka. Do stacji prowadzą również drogi rowerowe.

## Ruch pasażerski
Codziennie przez stację przejeżdżają 94 pociągi pasażerskie oferujące połączenia regionalne, międzymiastowe oraz jedno połączenie międzynarodowe.
| Rok  | Wymiana roczna | Wymiana pasażerska na dobę | Miejsce w Polsce |
| ---- | -------------- | -------------------------- | ---------------- |
| 2017 | 584 000        | 1600                       | bd.              |
| 2018 | 621 000        | 1700                       | bd.              |
| 2019 | 730 000        | 2000                       | 189.             |
| 2020 | 476 000        | 1300                       | 187.             |
| 2021 | 438 000        | 1200                       | 215.             |
| 2022 | 547 500        | 1500                       | 242.             |
| 2023 | 657 000        | 1800                       | 231.             |
| 2024 | 805 200        | 2200                       | 195.             |

## Historia
Stacja kolejowa w Dąbrowie Górniczej jest dawnym elementem Kolei Warszawsko-Wiedeńskiej, która łączyła Warszawę z granicą zaboru austriackiego – Galicją. Linia ta była znana również jako Droga Żelazna Warszawsko-Wiedeńska, a jej dąbrowski odcinek otwarto w 1858 roku. W 1859 otwarto przedłużenie linii do Sosnowca.  Początkowo poprowadzono jedynie jeden tor, w latach 1860-1880 ułożono drugi. Linia przechodząca przez Dąbrowę była odnogą Kolei Warszawsko-Wiedeńsiej stworzona dla połączenia z granicą z Prusami w Sosnowcu oraz w celu transportu węgla z Zagłębia Dąbrowskiego w głąb kraju. 

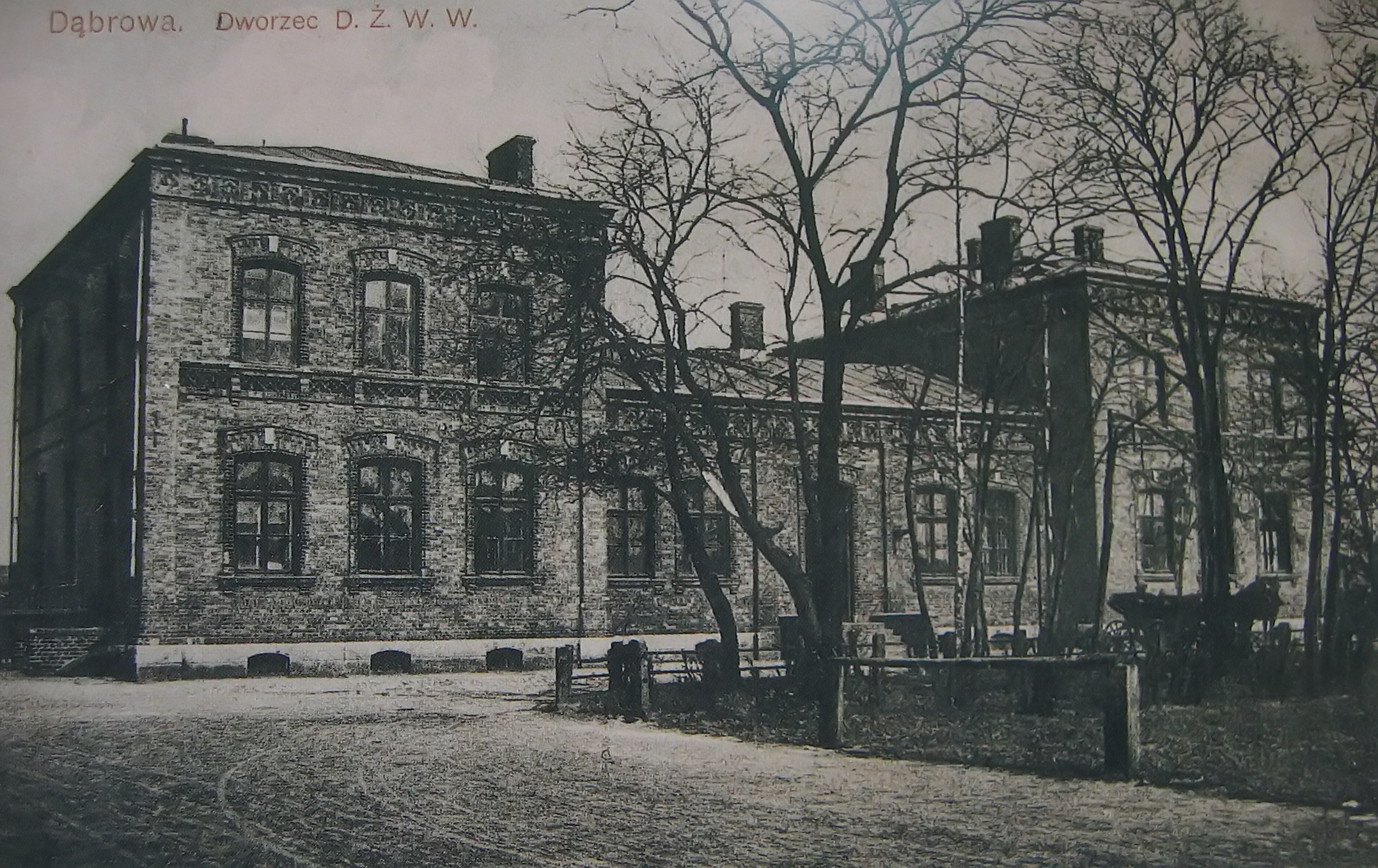
Dworzec Wiedeński (1915)

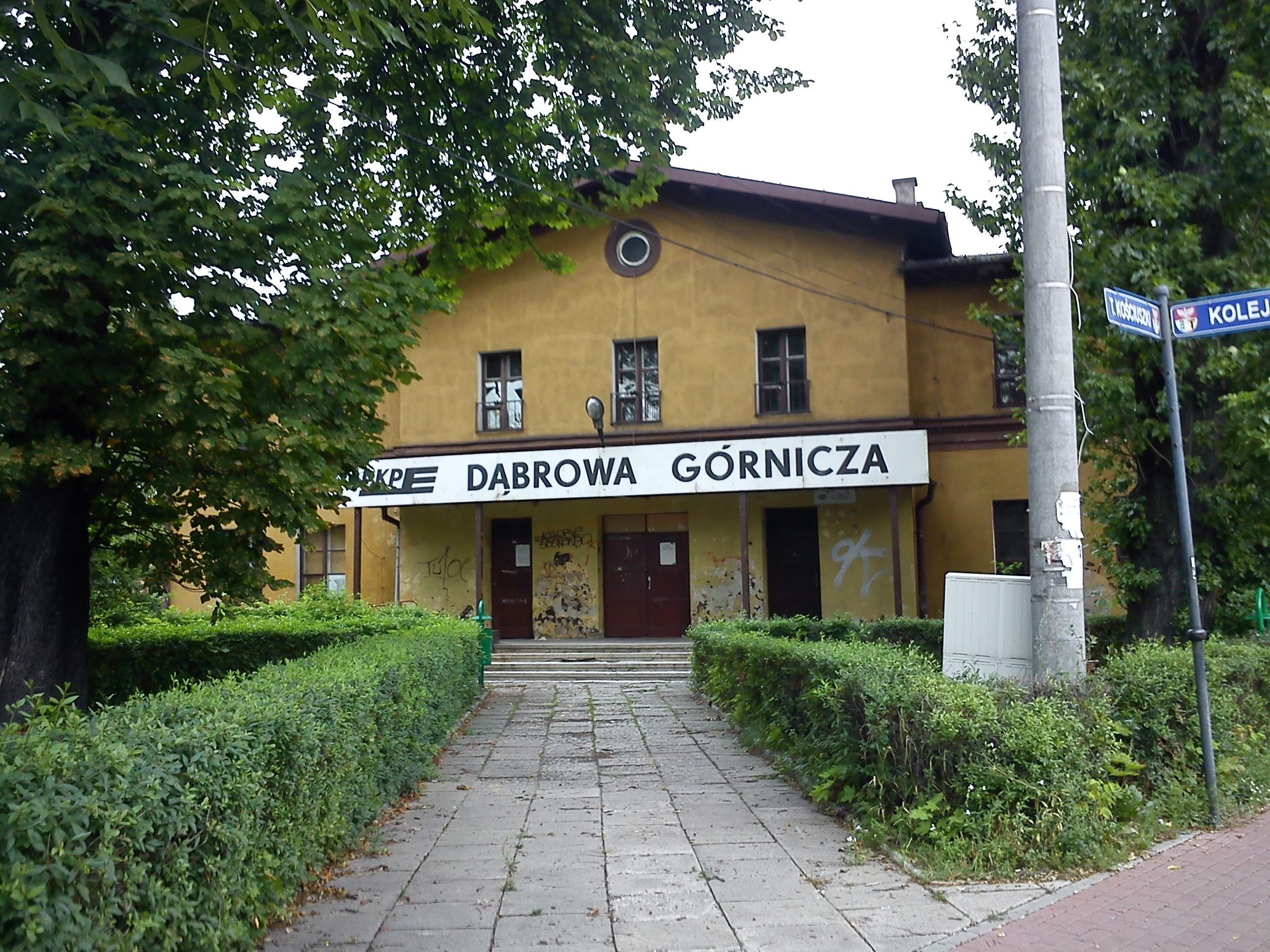
Dworzec Iwanogrodzki (2013)

Budynek dworca w Dąbrowie Górniczej został otwarty w 1888 roku. Jest to obiekt w całości podpiwniczony, oparty na rzucie prostokąta ze środkową częścią węższą. Składa się z trzech prostokątnych brył. Budynek posiada dwie kondygnacje nadziemne oraz centralną parterową. Poddasze budynku jest nieużytkowe. Elewacje ceglane posiadają bogaty detal architektoniczny w postaci obramowań okiennych i drzwiowych, gzymsu oddzielającego kondygnacje budynku, a także gzymsu znajdującego się pod linią dachu. 
W związku z rozwojem miasta, oraz przebudową sieci kolejowej w okolicach 1910 roku cały węzeł Kolei Iwangorodzko-Dąbrowskiej został przeniesiony w okolice węzła kolei Warszawsko-Wiedeńskiej. Dla jej potrzeb został wybudowany budynek dworca, który służył jako główny budynek dworcowy dla stacji w II połowie XX wieku i na początku XXI wieku. W 1912 roku Droga Żelazna Warszawsko-Wiedeńska została upaństwowiona przez rząd rosyjski. Po odzyskaniu niepodległości przez Polskę, linia została włączona do systemu kolei polskich. Stacją w Dąbrowie Górniczej stanowiła stację węzłową, skąd odchodziły linie do Zagórza oraz Huty Katowice, a także bocznica do zakładu Defum.
18 kwietnia 2020 PKP podpisały z pracownią architektoniczną GPVT umowę na opracowanie projektu remontu dworca. W grudniu 2020 w ramach przebudowy okolic dworca został wyburzony dworzec Iwanogrodzko-Dąbrowski i rozpoczął się remont starszego budynku „Dworca Wiedeńskiego”, pełniącego  do 2012 rolę nastawni. Podczas jego modernizacji powstała poczekalnia, kasy biletowe i węzeł sanitarny, a całość została dostosowana do obsługi osób niepełnosprawnych. Dodatkowo zbudowano przejście podziemne łączące budynek z peronem. Koszt prac remontowych to około 20 mln złotych. Modernizacja zakończyła się w 2023 roku a dworzec uzyskał status dworca aglomeracyjnego.

## Powiązania komunikacyjne
Bezpośrednio przy dworcu znajduje się węzeł komunikacyjny: czterostanowiskowy przystanek autobusowy Dąbrowa Górnicza Dworzec PKP obsługujących 9 lini miejskich i jedną metropolitaną obsługujące połączenia do centrum miasta, innych dzielnic Dąbrowy Górniczej oraz sąsiednich miast, parking P+R, parking B+R; postój taksówek, miejsca postojowe K+R; stacja sytemu roweru metropolitalnego Mertrorower nr 27768; W odległości 100m po północnej stronie stacji znajdują się przystanki Dąbrowa Górnicza Limanowskiego, a w odległości 700m od stacji po południowej stronie znajduje się główny węzeł komunikacyjny miasta Dąbrowa Górnicza Centrum obsługujący 27 linii autobusowych i 3 linie tramwajowe publicznej komunikacji metropolitalnej oraz linie prywatne. 

## Galeria

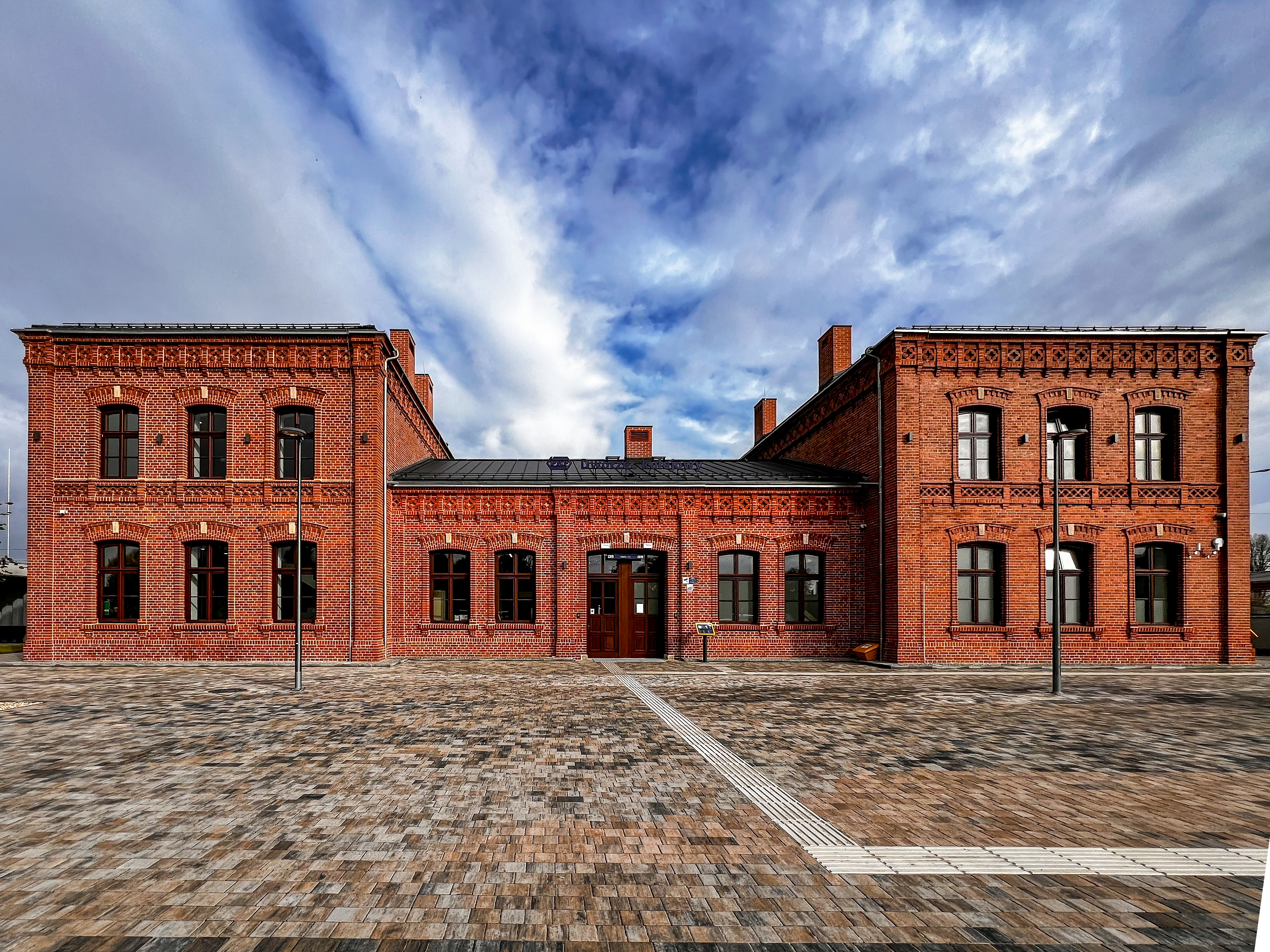
Dworzec Wiedeński po renowacji (2023)
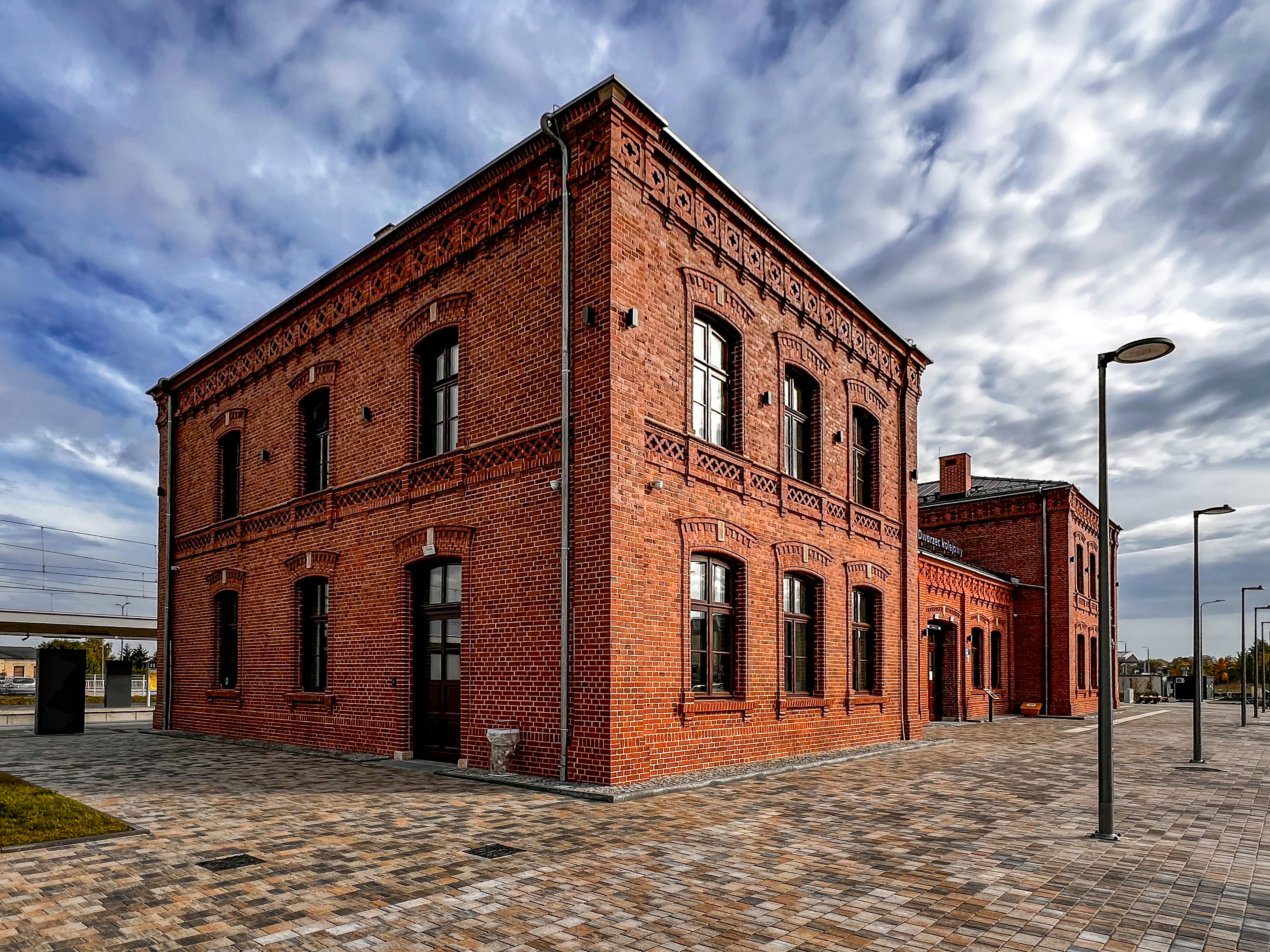
Dworzec Wiedeński po renowacji (2023)
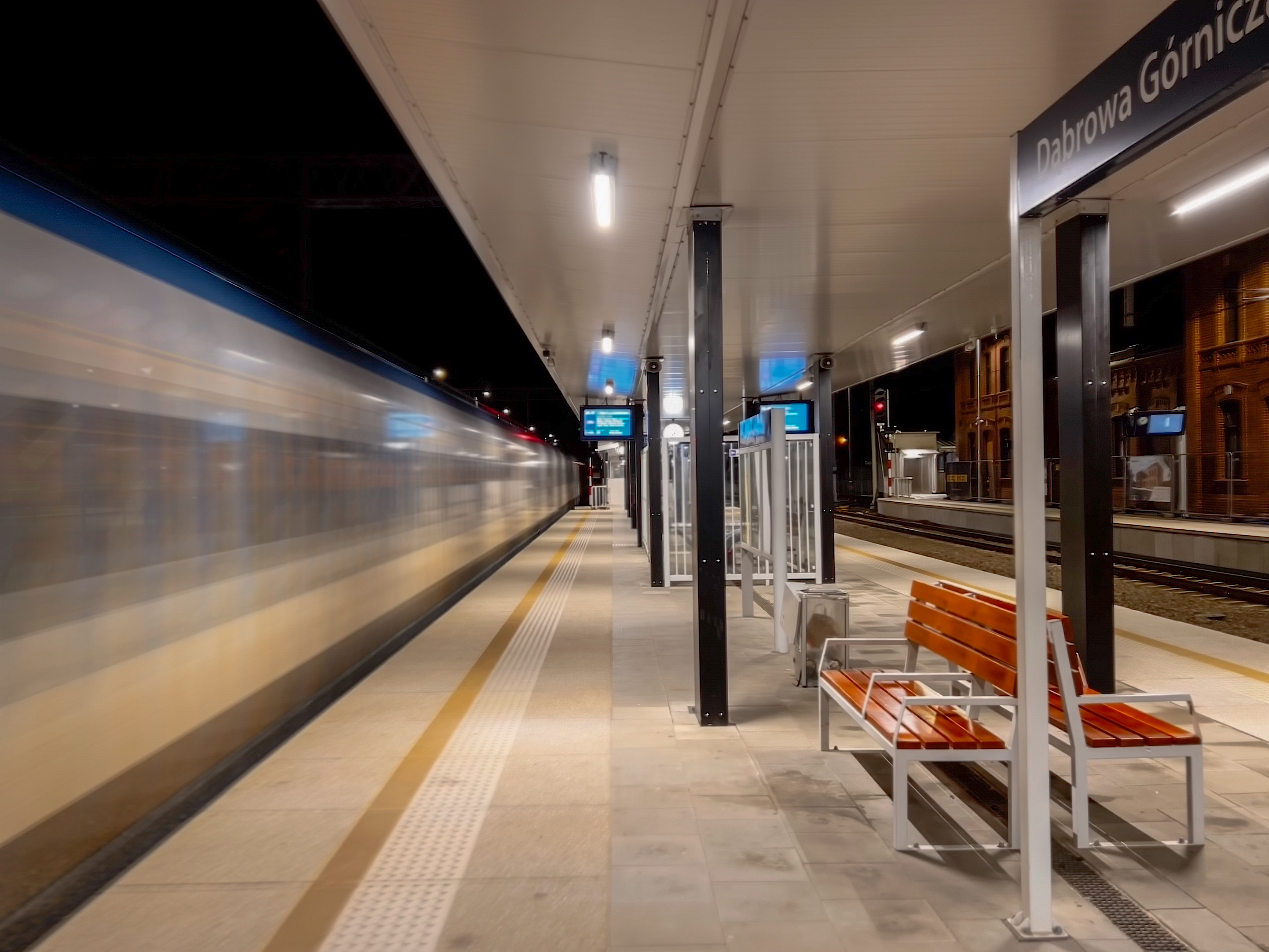
Peron stacji po renowacji (2023)
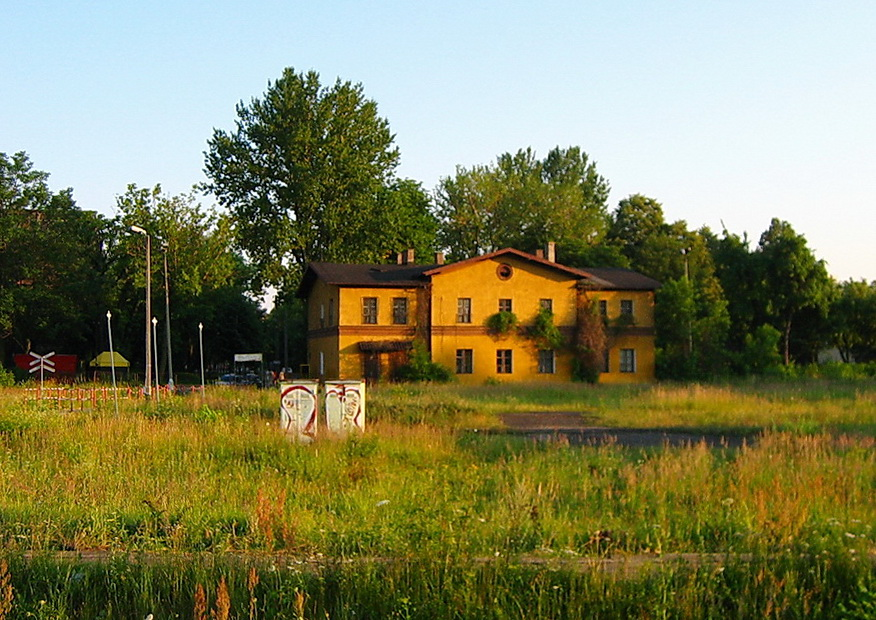
Dworzec Iwanogrodzki (2006)
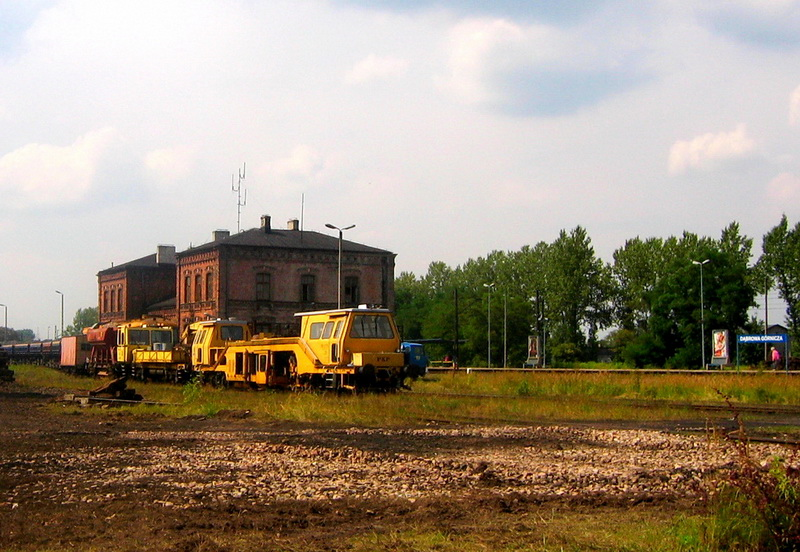
Nastawnia na stacji Dąbrowa Górnicza (2006)
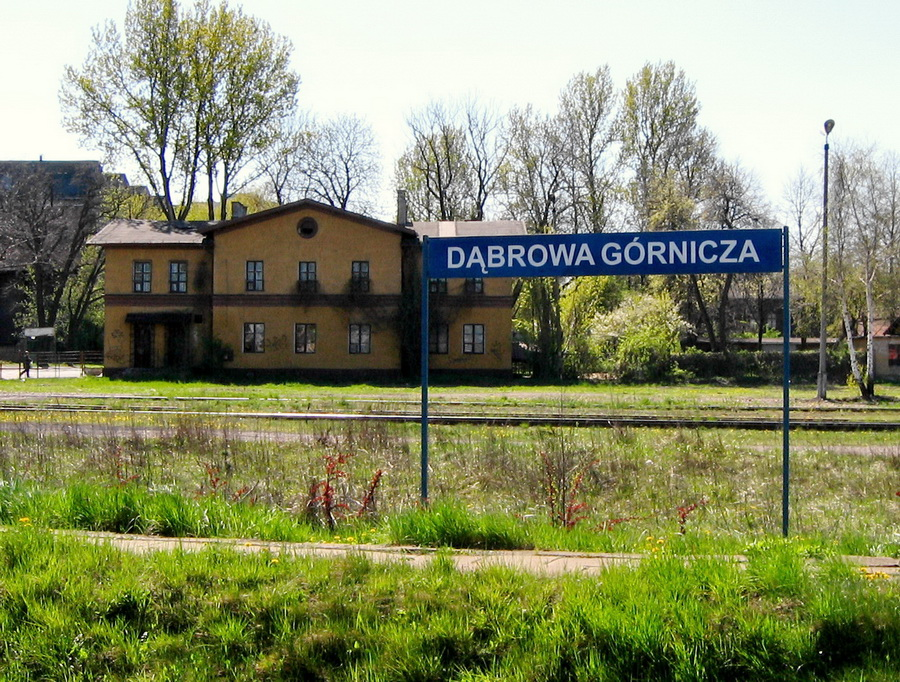
Wyburzony w 2020 roku budynek dworca Kolei Iwangorodzko-Dąbrowskiej
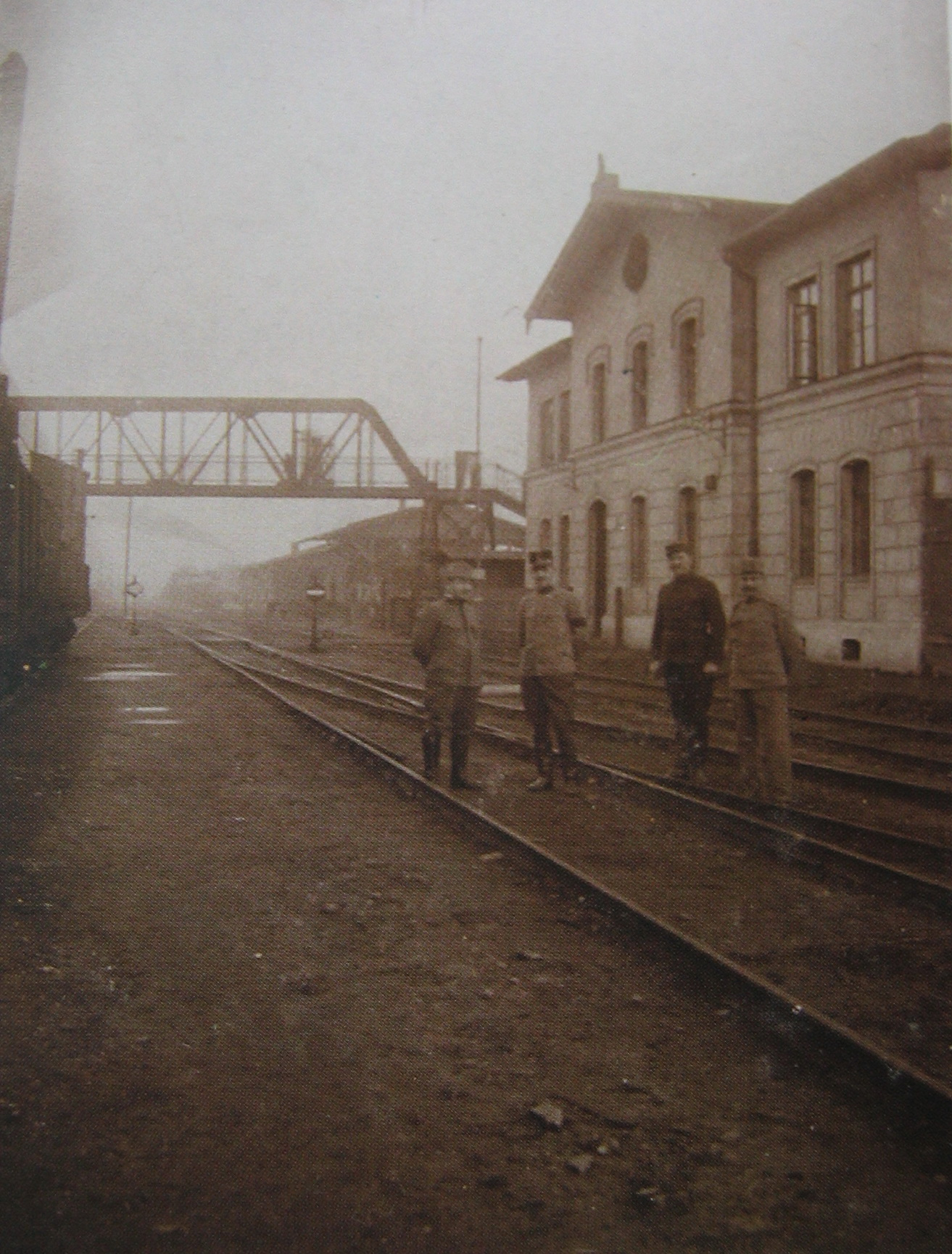
Na pierwszym planie austriaccy żołnierze stojący przed budynkiem stacji Kolei Iwangorodzko-Dąbrowskiej.
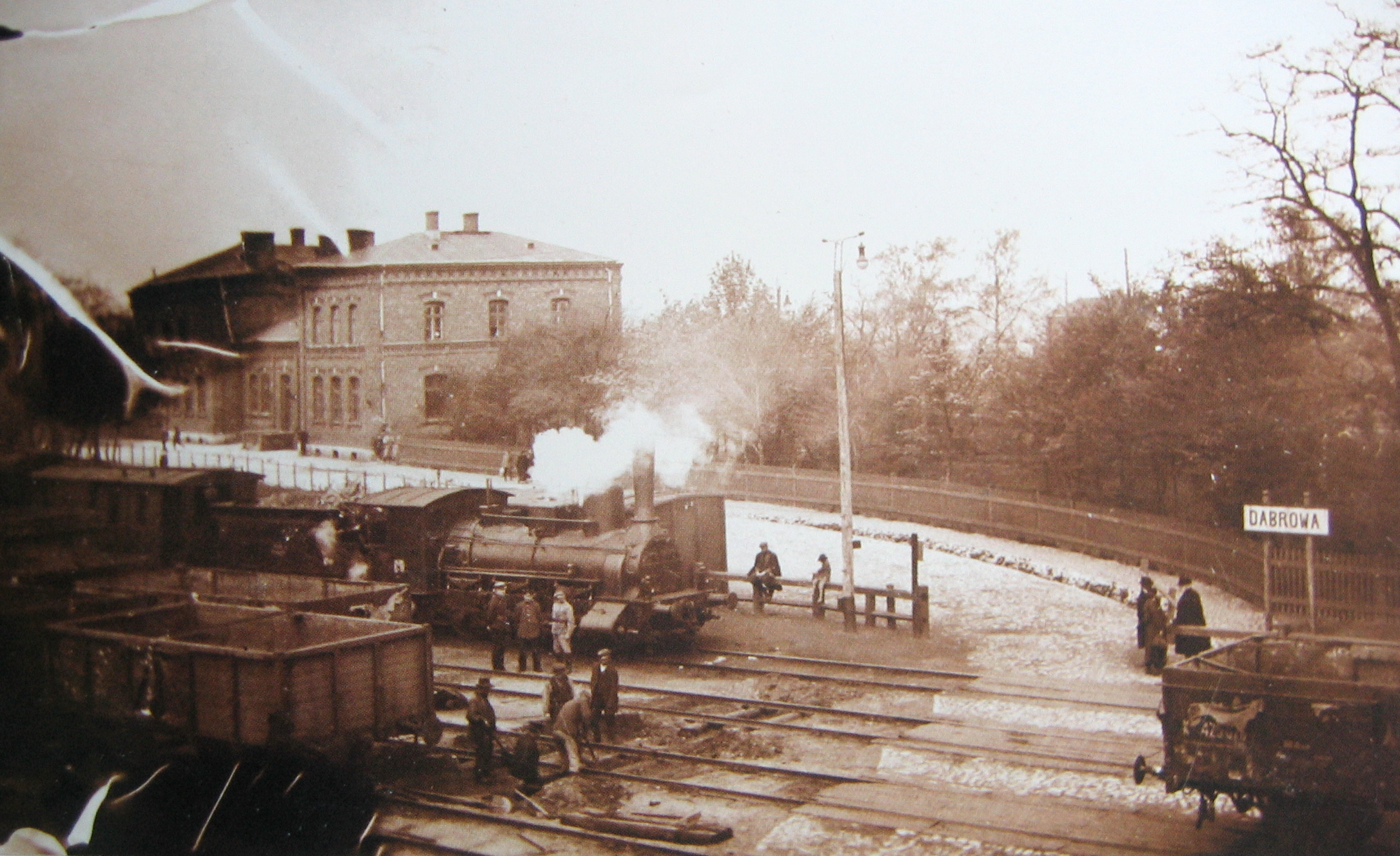
Dworzec Wiedeńsk (około 1916)
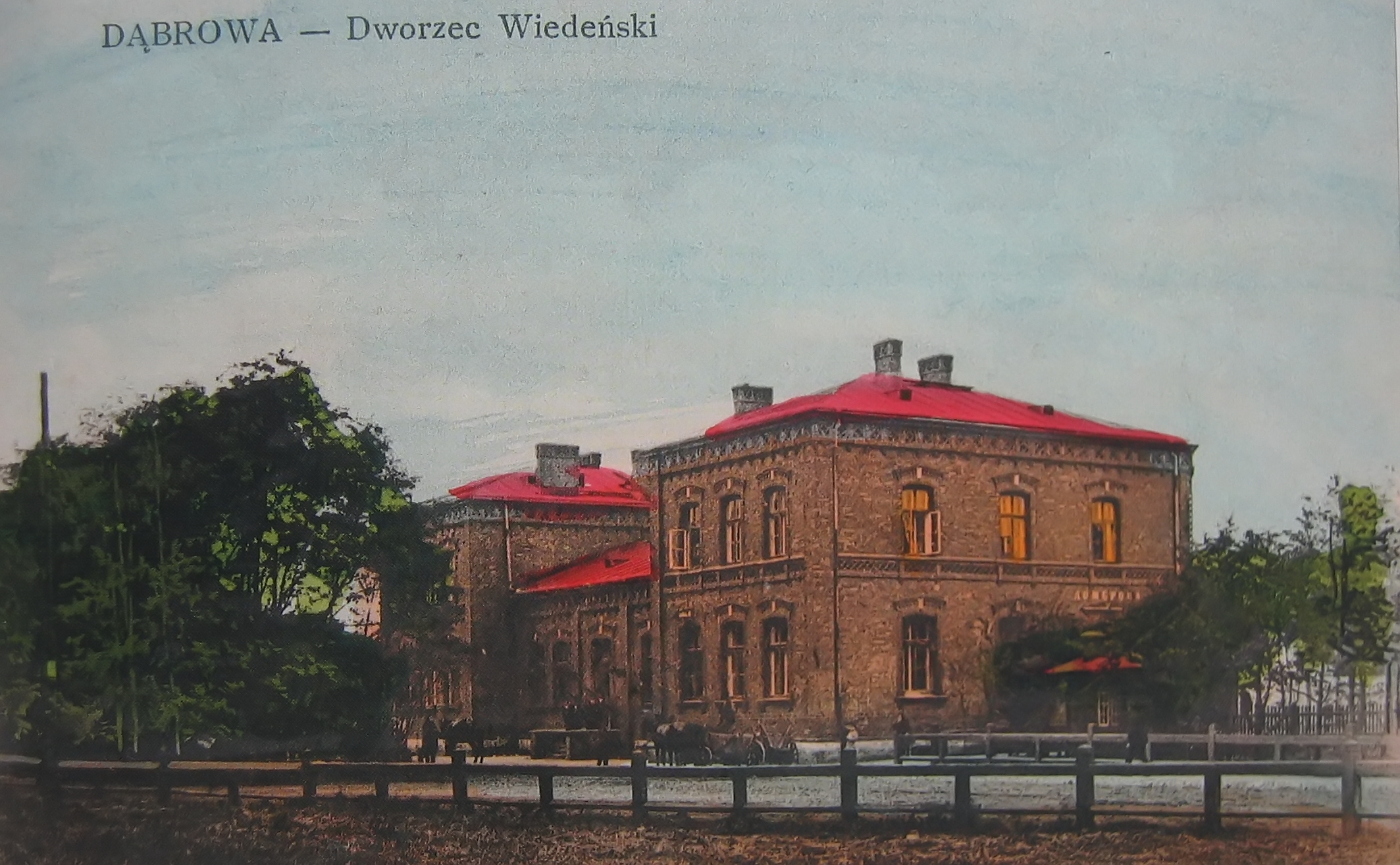
Dworzec Wiedeński (1910)